# Viroinval
Viroinval (valonă Virwinvå) este o comună francofonă din regiunea Valonia din Belgia. Comuna Viroinval este formată din localitățile Dourbes, Le Mesnil, Mazée, Nismes, Oignies-en-Thiérache, Olloy-sur-Viroin, Treignes și Vierves-sur-Viroin. Suprafața sa totală este de 120,90 km². La 1 ianuarie 2008 comuna avea o populație totală de 5.739 locuitori. 

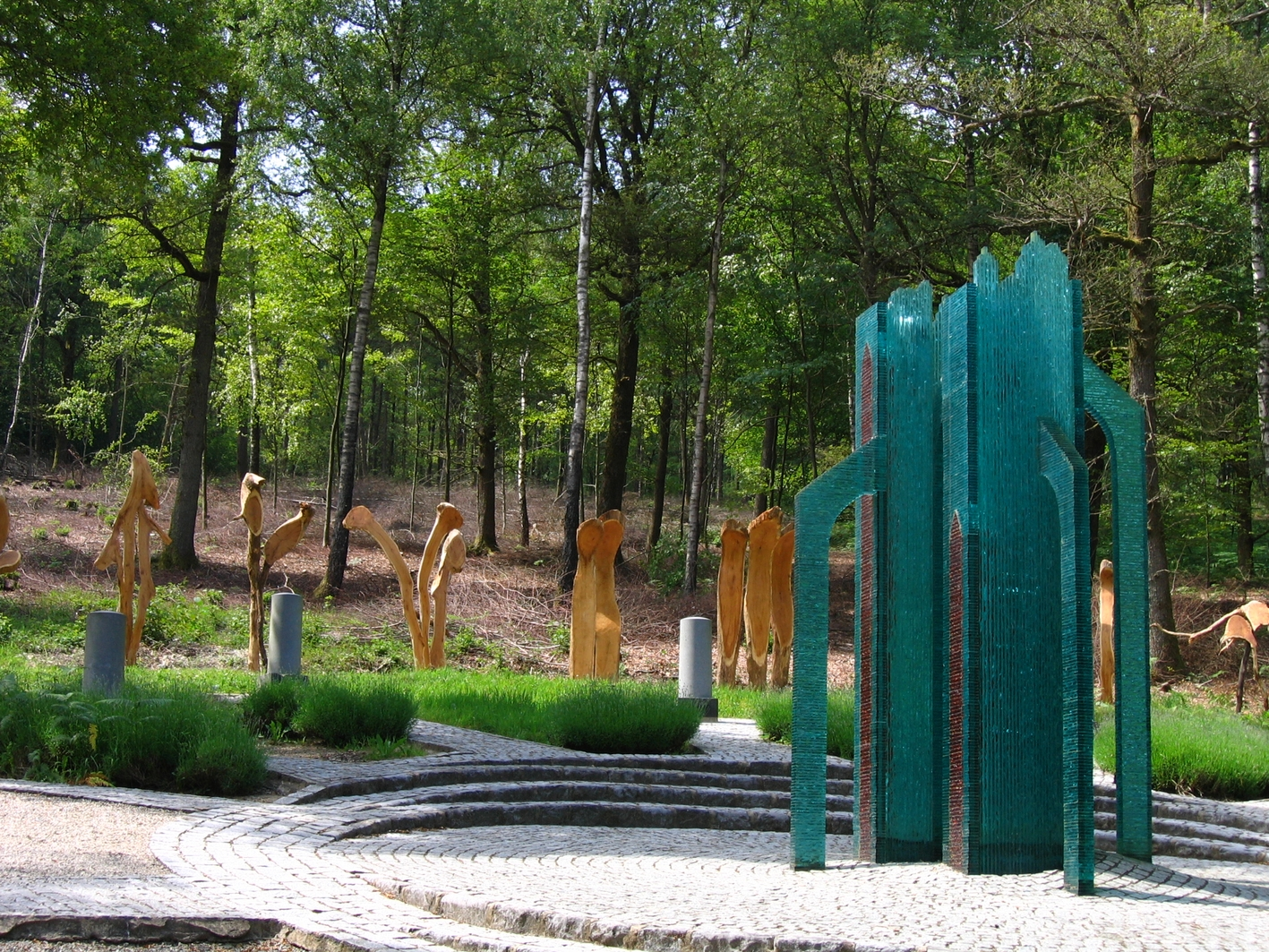
Monumentul centrului geografic al UE

Între 1995 și 2004, centrul geografic al Uniunii Europene era situat pe teritroriul comunei. Un monument a fost ridicat pentru a marca locul.
1. ↑  GeoNames, accesat în 9 iulie 2017